# Maria Dragoni
Pour les articles homonymes, voir Dragoni (homonymie).
Maria Dragoni, née à Procida (Campanie) le 22 décembre 1958, est une soprano italienne active dans les grands opéras internationaux à partir de 1984.

## Biographie
Maria Bianca Anna Dragoni est née à Procida, et s'est formée au conservatoire de musique de Frosinone Licinio Refice. Elle a étudié le chant avec Maria Alòs, épouse du pianiste Arnaldo Graziosi. En 1979, elle rejoint le chœur de la RAI  à Rome. Dans cette ville, elle étudie le chant avec la Duchesse Melina Pignatelli della Leonessa, puis elle poursuit ses études à Naples avec Rodolfo Celletti et Gina Cigna. En 1981, elle remporte le prix Maria Callas au concours  international Vincenzo Bellini à Caltanissetta et en 1983, elle remporte de nouveau le prix Maria Callas  au Foro Italico à Rome.
Maria Dragoni a fait ses débuts à l'opéra en 1984 dans Imogene dans l'opéra Il pirata de Vincenzo Bellini et  au Théâtre Pergolesi à Jesi, puis cette même année, elle fait ses débuts au Teatro San Carlo à Naples, dans le rôle principal de Il Flaminio de Giovanni Battista Pergolesi rarement présenté à l' opéra. Elle réinterprète ce rôle l'année suivante à l' Internationale Maifestspiele Wiesbaden. En 1986, elle interprète encore Imogene  au Teatro Massimo de Palerme, et de nouveau en 1987 à Naples. Elle a également interprété Adalgisa dans Norma de Bellini.
En 1988 Maria Dragoni fait ses débuts à La Scala chantant Fenena dans Nabucco de Giuseppe Verdi, puis à l'Opéra national de Lorraine et le Festival de Ravenne dans le rôle principal de Turandot de Giacomo Puccini. En 1989, elle interprète le rôle principal de Aida de Verdi au  Macerata Festival d'Opéra, puis la même année au Théâtre des Champs-Élysées elle joue Mathilde dans  Guillaume Tell de Gioachino Rossini.
Depuis, Maria Dragoni maintient une présence active dans les grands théâtres d'opéra internationaux.